# 弗朗西斯卡·德·汉
弗朗西斯卡·德·汉（Francisca de Haan）是一位荷兰历史学家，专门研究女性和性别历史。

## 生平
德·汉在荷兰的一个家庭中长大，家庭中有几位独立的未婚教师，德·汉从小就立志成为一名教师，后来她对历史和学术生涯产生了兴趣。1985 年在阿姆斯特丹大学获得硕士学位后，她于1992年在鹿特丹伊拉斯姆斯大学获得历史学博士学位。她的博士论文获得了Praemium Erasmianum基金会的研究奖，并于1998年以英文出版。2002年开始，她在中欧大学任教，如今是荣休教授和国际社会史研究所研究员。

## 出版物
- 2017: Rosa Manus (1881-1942): The International Life and Legacy of a Jewish Dutch Feminist

- 2013: Women's Activism: Global Perspectives from the 1890s to the Present

- 2006: A Biographical Dictionary of Women's Movements and Feminisms: Central, Eastern, and South Eastern Europe, 19th and 20th Centuries

- 1999: The Rise of Caring Power: Elizabeth Fry and Josephine Butler in Britain and the Netherlands
- 1998: Gender and the Politics of Office Work: The Netherlands 1860-1940